# سيموستين
سيموستين هو دواء يستخدم في العلاج الكيميائي. وهو مشابه بنيويًا للوموستين، حيث يتم تمييزه فقط من خلال مجموعة ميثيل إضافية. تم استبعاده من سوق الأدوية للتحقيق في آثاره السرطانية، المصنفة على أنها مادة IARC من المجموعة الأولى المسرطنة .